# Théâtre des Abbesses

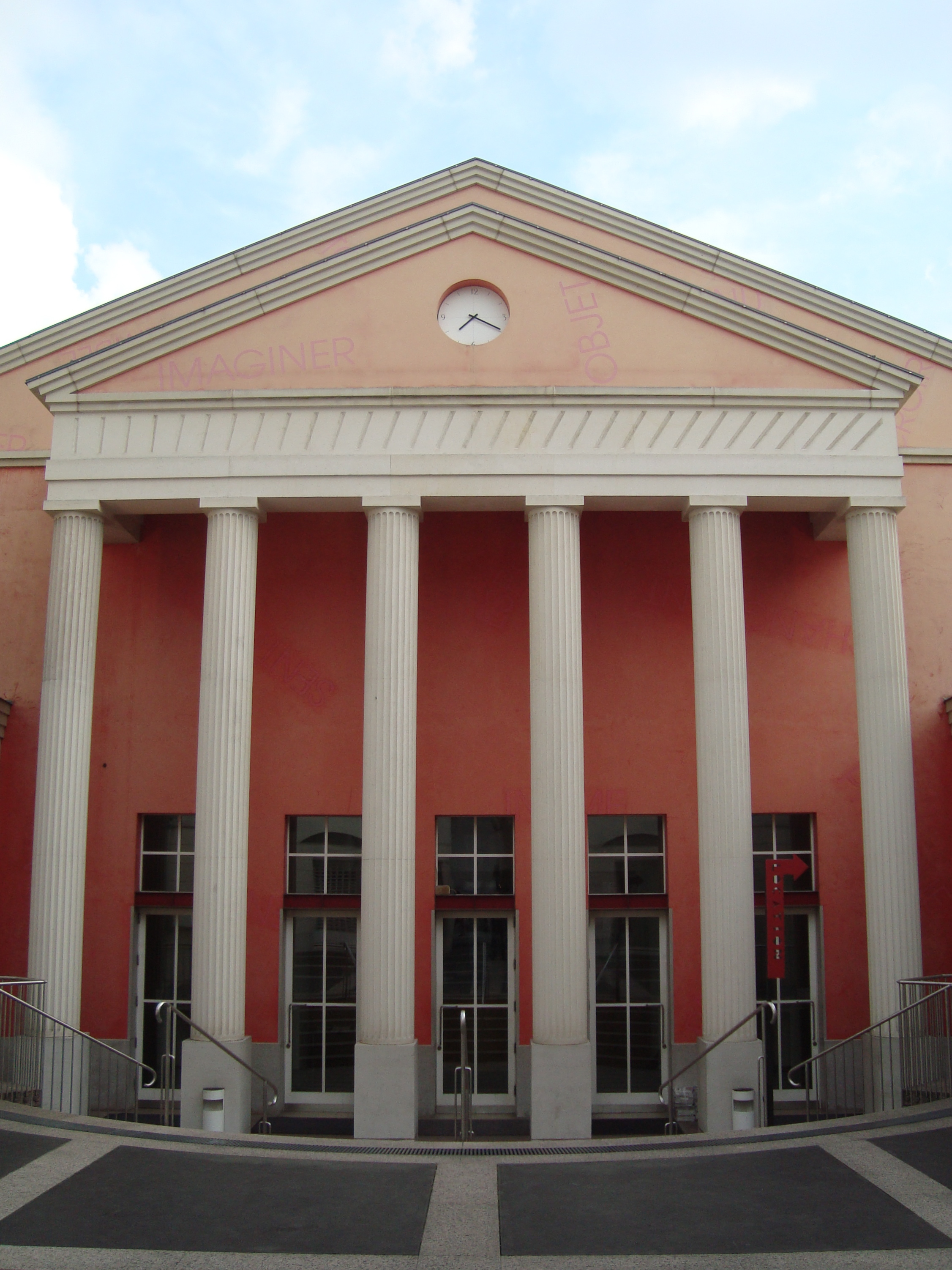
Théâtre des Abbesses

El Théâtre des Abbesses  es un teatro parísimo en Rue des Abbesses al pie de Montmartre en el XVIII distrito de Paris. Es a partir de 1996, la segunda sala gestionada por el Teatro de la ciudad en la Place du Châtelet.

## Historia
El proyecto de rehabilitación del Teatro des Abbesses estuvo a cargo del arquitecto belga Charles Vandenhove. En noviembre de 1996, el salón de actos de las Abadesas estaba abierto. Cuenta con 400 asientos, y galerías de cortinas decoraciones proscenio y laterales están hechas por Olivier Debré. Parte de la decoración interior y del centro es de Daniel Buren.

## Programación
La programación de Abbesses está directamente relacionada con la Teatro de la Ciudad.Se promovió una gestión más fácil de Abbesses, muestra los coreógrafos jóvenes que a menudo son menos reconocidos después de un éxito significativo en esta etapa, está previsto el próximo año para una devolución o nueva creación en el escenario del Chatelet.

## Acceso
El Theatre des Abbesses es accesible a través de la línea metro de París  12, en la Estación Abbesses  y por las líneas de RATP bus   54 -80- 95 que están cerca.